# Venterol (Drôme)
Venterol ist eine  Gemeinde mit 632 Einwohnern (Stand 1. Januar 2022) im Süden Frankreichs im Département Drôme in der Region Auvergne-Rhône-Alpes.
Die Rebflächen des Ortes liegen im Weinbaugebiet des südlichen Rhônetals. Die Weine dürfen unter den Herkunftsbezeichnungen Côtes du Rhône sowie der qualitativ strikteren Côtes du Rhône Villages vermarktet werden.

## Bevölkerungsentwicklung
| Jahr                       | 1962 | 1968 | 1975 | 1982 | 1990 | 1999 | 2006 | 2016 |
| Einwohner                  | 409  | 429  | 488  | 567  | 587  | 630  | 631  | 705  |
| Quellen: Cassini und INSEE |      |      |      |      |      |      |      |      |

## Sehenswürdigkeiten
- mittelalterliches Ortsbild mit Wehrhäusern
- Kapelle Sainte-Perpétuee
- Schloss von Ratier
- Kirche Notre-Dame mit schmiedeeisernem Glockenturm
- Kirche Saint-Mickel im Ortsteil Novezan
- Protestantische Kirche, 1787 erbaut, 2014 renoviert, heute Ausstellungsort